# Northbridge

O arhitectură mai veche

Northbridge este componenta chipsetului plăcii de bază asezata la "nordul" acesteia (de unde si numele), in vecinatatea procesorului. Functia sa este coordonarea activitatii procesorului, memoriei, interfetei AGP sau PCI Express. De asemenea, toate datele spre si dinspre southbridge trec pe aici. Rolul sau este capital, conditionand tipul si generatia de procesor si de memorie care poate fi integrata in sistem, precum si frecventele de functionare a acestora, cu impact direct asupra performantei. In northbridge poate fi integrat un controller video, asa cum se intampla in cazul placilor de baza cu "video on-board", de obicei cu performante slabe fata de placile video dedicate.